# Сен, Апарна
Апарна Сен (бенг. অপর্ণা সেন; род. 25 октября 1945, Калькутта, Британская Индия) — индийский кинорежиссёр
, актриса
 и сценаристка, известная своими работами в бенгальском кино. Получила несколько наград как актриса и режиссёр, в том числе девять национальных кинопремий, пять премий «Filmfare» и тринадцать премий Бенгальской ассоциации киножурналистов. За её вклад в области искусства правительство Индии удостоило её «Падма Шри», четвёртой высшей гражданской награды страны.

## Биография
Родилась 25 октября 1945 года в городе Калькутта, в бенгальской семье байдья, родом из Кокс-Базара в округе Читтагонг (ныне Бангладеш). Её отцом был кинокритик и режиссёр Чидананда Дасгупта. Её мать Суприя Дасгупта была художником по костюмам и получила Национальную кинопремию за лучший дизайн костюмов в фильме «Амодини» (1995) в возрасте 73 лет. Сен является родственницей бенгальского поэта Джибанананды Даса. Сен провела свое детство в Хазарибаге и Калькутте и училась в Современной средней школе для девочек. Получила степень бакалавра английского языка в Президентском колледже, но не получила диплом.

## Карьера актрисы
Сен дебютировала в кино в возрасте 15 лет, когда сыграла роль Мринмойи в фильме 1961 года «Три дочери» режиссёра Сатьяджита Рая (который был давним другом её отца).
В том же возрасте она была сфотографирована Брайаном Брейком для известной фотографии из его серии фотографий «Муссон» 1960 года. Эта фотография появилась на обложке журнала «Life».
В 2009 году Сен сыграла с Шармилой Тагор и Рахулом Бозе в бенгальском фильме Аннирудха Рой-Чоудхари «Бесконечное ожидание». Фильм получил четыре Национальных кинопремии.

## Карьера режиссёра и сценариста
В 2009 году Сен объявила о своем следующем бенгальском фильме «Неоконченное письмо», в котором снялись Конкона Сен Шарма, Раджат Капур, Каушик Сен и Прияншу Чаттерджи. Сценарий был написан в соавторстве с начинающим сценаристом Ранджаном Гхошем. Это был первый случай, когда Сен сотрудничала с каким-либо сценаристом. Сценарий «Неоконченного письма» был заданием по программе сценарного мастерства в киношколе «Whistling Woods International» в Мумбаи. Фильм вышел 29 июля 2011 года.
В 2013 году вышел её фильм «Шкатулка с драгоценностями», в котором показаны три поколения женщин и их отношение к шкатулке с драгоценностями. Фильм прошёл в переполненных залах и получил положительные отзывы зрителей и критиков. После этого, в 2015 году, был выпущен фильм «Город Зеркал», адаптация Ромео и Джульетты на бенгальской почве.
В 2017 году на экраны вышел англоязычный фильм «Соната» по сценарию и постановке Сен. Адаптированный по пьесе Махеша Элькунчвара, фильм повествует о жизни трёх неженатых друзей средних лет.
В 2021 году она сняла свой третий фильм на хинди «Насильник» со совей дочерью Конконой Сен Шармой и Арджуном Рампалом в главных ролях. В своем интервью Firstpost Сен сказала, что эта картина будет «мощной драмой, в которой исследуется, какая часть общества несет ответственность за взращивание насильников». Фильм был номинирован на премию имени Ким Джисока на 26-м Международном кинофестивале в Пусане, который состоялся в октябре 2021 года.

## Награды и премии
- Падма Шри — четвёртая высшая гражданская награда правительства Индии в 1987 году.
- Национальная кинопремия за лучшую режиссуру — «Переулок Чауринги, 36» в 1981 году.
- Национальная кинопремия за лучший фильм на английском языке — «Переулок Чауринги, 36» в 1981 году.
- Национальная кинопремия за лучший фильм на бенгальском языке — «Парома» в 1984 году.
- Национальная кинопремия за лучший фильм на бенгальском языке — «Что говорит море» в 1995 году.
- Национальная кинопремия за лучший фильм на бенгальском языке — «Дом воспоминаний» в 2000 году.
- Национальная кинопремия за лучшую режиссуру — «Спасение во имя любви» в 2002 году.
- Премия Наргис Датт за лучший художественный фильм о национальной интеграции — «Спасение во имя любви» в 2002 году.
- Национальная кинопремия за лучший сценарий — «Спасение во имя любви» в 2002 году.
- Национальная кинопремия за лучший фильм на английском языке — «Парк авеню 15» в 2005 году.
- Filmfare Award East за лучшую женскую роль — Sujata в 1974 году.
- Filmfare Award East за лучшую женскую роль — Asamaya в 1976 году.
- Filmfare Award East за лучшую женскую роль — Bijoyini в 1982 году.
- Filmfare Award East за лучшую женскую роль — Indira в 1983 году.
- Filmfare Award East за лучшую режиссуру — «Парама» в 1985 году.
- Премия BFJA за лучшую женскую роль — Aparachita в 1970 году
- Премия BFJA за лучшую женскую роль — Sujata в 1975 году
- Премия BFJA за лучшую режиссуру — «Парама» в 1986 году
- Премия BFJA за лучший сценарий — «Парама» в 1986 году
- Премия BFJA за лучшую женскую роль — Ekanta Apan в 1988 году
- Премия BFJA за лучшую женскую роль второго плана — Mahapritibi в 1992 году
- Премия BFJA за лучшую женскую роль — Swet Patharer Thala в 1993 году
- Премия BFJA за лучшую женскую роль второго плана — Abhishapta Prem (1997)
- Премия BFJA — Мемориальный трофей Бабалала Чоукхани за оригинальную историю — «Что говорит море» в 1997 году
- Премия BFJA за лучшую женскую роль — Paramitar Ek Din в 2001 году
- Премия BFJA — Мемориальный трофей Бабалала Чоукхани за оригинальный рассказ и сценарий — Paramitar Ek Din в 2001 году
- Премия BFJA — Самая выдающаяся работа года — «Спасение во имя любви» в 2003 году
- Премия BFJA за выслугу лет в 2013 году
- Премия Анандалок — лучшая женская роль (2001)
- Премия Анандалок — лучшая женская роль — Titlee в 2002 году.
- Премия Калакара за лучшую женскую роль (сцена) — Bhalo Kharab Meye в 1993 году.
- Премия Калакар за лучшую режиссуру — Paromitar Ek Din в 2000 году.
- Премия Калакар — Премия за лучшую режиссуру — «Неоконченное письмо» в 2012 году